# Riudecols
 (juillet 2025).
Riudecols est une ville de Catalogne, Espagne. Il jouxte la province de Tarragone, dans le Baix Camp. Selon à 2009 la population était 1.296 habitants. Le nom serait venu de Riu-de-còdols (Rio-de-cailloux), et de là le nom actuel évolué. On pense qu'il a eu ce nom parce que quand il a fondé la ville encore de l'eau sur le fleuve tout au long de l'année.

## Histoire
Les sites préhistoriques ont été trouvés qui appartiennent au Paléolithique moyen (90 000 et 40 000 av. J.-C. Les villages ne sont pas présents commencent à se faire qu'après la reconquête chrétienne XIIe siècle. Premières faisait partie de sacoche et par la suite Il a reçu une subfeu le 1182. Le premier seigneur du Riudecols été le chevalier Pierre de Puig. Les decendientes lui au XIVe siècle par Pere Puig, est allé vivre dans la ville de Tarragone. Il n'y avait pas de nouvelles que lorsque Bras atteindre la relique de Santa Tecla (17 mai 1321). Alors que la famille Puig vécu à Tarragone et l'on croit être changé par le nom de Riudecols semble qu'ils étaient très bien considérés dans la cour du roi Martin Ier d'Aragon, la l'être humain. Le roi a demandé la même chose de M. Berenguer Riudecols à assister à son couronnement à Saragosse. Riudecols En 1370, le seigneur de la Couronne d'Aragon a défendu l'invasion par Peter de Castella "le Cruel". Le glacier en 1377 a été nommé Riudecols Veguer Tarragone en 1386 et a été nommé Directeur Immobilier (Conseil royal). Le 7 octobre 1464, la seigneurie de Riudecols changé son propriétaire. Riudecols nouveaux seigneurs soient Ferrer. Le premier descendants de cette dynastie nouvelle vécu dans Riudecols. Tarragone en 1553 il y a une nouvelle rue Riudecols rue, cette rue il y a vécu un certain Joan Ferrer (probablement Lord Riudecols). Depuis 1558, il rejoint le commune sur le terrain. En 1837 a été le théâtre d'une bataille durant la Première guerre Carliste. Les troupes entourée d'environ 400 soldats carlistes libérale. 200 morts au combat et 50 autres ont été abattus par les libéraux. Le courant municipalité a été créé au XIXe siècle avec le syndicat des Riudecols, voûtes et Irles. Au cours de la Guerre civile espagnole (1936-39), les gens ne vivent pas la guerre, mais il a été le théâtre de réfugié les troupes de l'armée républicaine et a été l'un des plus importants pour l'arrière de la bataille de l'Ebre. Comme beaucoup de gens, les différences des idéaux terminé partisans nationalistes

## Lieux et monuments
Les essais ont révélé l'existence de l'homme à l'époque préhistorique. Trouvé dans la Riudecols cours d'eau, un morceau de silex qui, selon le Dr. Salvador Vilaseca, appartient au Paléolithique Moyen (années 1 990 000 et 40 000 av. J.-C.). Nous avons également daté les mêmes pièces à l'époque néolithique, comme d'autres ont trouvé des morceaux d'argile et de haches en pierre polie. Nous avons également constaté une sépulture avec un squelette datant de la fin de l'âge néolithique, soit environ 4 000. Cette sépulture a été trouvée dans la Antonet four (le jeu des Vallées). L'inhumation a été découvert en 1933. Nous avons trouvé des vestiges architecturaux pertinents pour une villa romaine, les parties ont été trouvés correspondant à une salle de spa et trouvé les restes de sépultures romaines de la fin. Outre trouvé quelques pièces de monnaie romaines. Il est situé au sud de la place près de la Tour des Maures. Sont également visibles les restes d'une ancienne tour connue sous le nom de Torre de los Moros. En outre il y a les restes d'une ancienne chapelle où l'on croit que, avant la fondation du peuple, même quand il n'y avait que des fermes dispersées, a rencontré les habitants de la zone sacrée à la profession. Tous les vestiges sont aujourd'hui conservés au Musée d'Archéologie Salvador Vilaseca de Reus. Il y a quelques vestiges de l'ancienne muraille qui entourait la ville et l'une des entrées portaladas. Mais ce n'est pas aucune trace de l'ancien château, mais on croit que le Palais de la Chambre des lords devait être Riudecols House ou Castle Rock Cal. Par la suite, la maison était utilisée comme un hôpital, prison, école de filles et est maintenant une maison privée.
L'église paroissiale est dédiée à saint Pierre Riudecols. Sa construction a été achevée en 1873, bien que le clocher, octogonal est inachevée. Composée d'une nef et bas-côtés 8 (Autel de la Vierge du Rosaire, autel de la Vierge de Montserrat, l'autel de la Vierge Marie, l'autel du Sacré-Cœur de Jésus, l'autel de Notre-Dame de Puigcerver, Autel du Saint-Sépulcre, l'autel du Christ et de l'autel de Santa Eulalia. L'église a été l'autel un magnifique retable baroque dédié aux trois syndics, San Pedro, Santa Eulalia et la Vierge du Rosaire, en plus de multiples des scènes de saints et des martyrs de l'Église catholique. Le maître-autel baroque et tous les autels de l'église ont été brûlés en 1936, après la guerre civile espagnole. Pendant la guerre, l'église a été en magasin marché du charbon et municipaux, de sorte qu'il était très pauvre. En 1963, Mgr Joseph Blas peint l'autel. Les peintures représentent les quatre passages dans la vie du propriétaire, Saint-Pierre le premier pape de l'Église Ce sont: le pêcheur d'hommes, de conversion, la Pentecôte et l'Apôtre En 2000, l'église a été entièrement restauré, tant à l'intérieur qu'à l'extérieur de la façade de l'église a été peint comme cela avait été à l'origine.. et le clocher a été couronnée par une balustrade de marbre blanc. Le clocher a trois cloches et une horloge. Le plus important, San Pedro est situé sur la façade principale et une vente tous les jours à midi et trois, rappelant l'antique tradition, que les agriculteurs qui étaient auparavant appelées sur le terrain, trois pour le déjeuner et le retour au travail.
L'église de la ronde, consacrée à l'Immaculée Conception. On croit que sa construction date du début de 1600. Il se compose d'une nef avec des chapelles latérales. Mais si vous n'avez pas carillons de cloche, qui sont au-dessus de la façade principale. On pense que son origine était clocher et l'horloge, mais pour des raisons inconnues en 1767, tiré vers le bas de la cloche. L'autel est un magnifique peinture attribuée à Juan de Juanes. Dans L'église est une image de la Vierge de Puigcerver. Aujourd'hui, si vous dites la messe quelquefois par an et est dans un état de délabrement accusé les forces étrangères. Près de La Ronde est une chapelle dédiée à Saint-Barthélemy qui a été détruit pendant la Première Guerre carliste. Il semble que riudecolencs avait une grande affection pour le Saint et le plus grand respect pour le moine du temple.
L'église de La Irles est dédiée à San Antonio. La date de construction est inconnue mais on pense être le début de 1700 [texte Vague]. L'église possède une nef et bas-côtés est composé. Sa cloche, mais attention. Contrairement à la Riudecols est carré et a une seule cloche.